# Edificio Banco Nacional de Costa Rica
El edificio Banco Nacional de Costa Rica es un edificio histórico ubicado entre Avenida 3 y Calle 4, de San José, Costa Rica. Es la sede central del Banco Nacional de Costa Rica. Se inauguró en 1982. Este edificio se convirtió en su inauguración en el edificio más alto de Costa Rica y se mantuvo así hasta 2012, cuando se inauguró el edificio Torre Paseo Colón 1.

## Descripción
El inmueble consta de una torre de 19 pisos y dos sótanos, 21.190 metros cuadrados y 80.3 metros de altura.